# Číčenice
Číčenice falu és önkormányzat (obec) Csehország Dél-csehországi kerületének Strakonicei járásában. Területe 11,95 km², lakosainak száma 456 (2008. 12. 31). A falu Strakonicétől mintegy 27 km-re délkeletre, České Budějovicétől 28 km-re északnyugatra, és Prágától 105 km-re délre fekszik.
A település első írásos említése 1335-ből származik.

## Az önkormányzathoz tartozó települések
- Číčenice
- Strpí
- Újezdec

## Népesség
A település népessége az elmúlt években az alábbi módon változott:
| Lakosok száma | 508  | 599  | 796  | 606  | 529  | 453  | 470  | 464  | 455  | 471  |
|               | 1869 | 1890 | 1921 | 1950 | 1980 | 2001 | 2017 | 2019 | 2022 | 2024 |